# Сальсабиль
Сальсаби́ль (араб. سلسبيل‎), в исламской эсхатологии — название водоёма или одной из четырёх рек рая (джаннат). Упоминается в Коране один раз: «И (также) будут поить их там (в Раю) из кубка, в котором (вино) смешанное с имбирем — ۝ из источника (находящегося) там, который называется „Сальсабиль“».
В переносном смысле – райский напиток, нектар.

## В Коране
Одни толкователи высказали предположение, что термин происходит от салла, салиса или сальсаля, которые можно перевести как «легко глотать» или «восхитительный вкус». Данные понятия считаются подходящими для жидкостей, употребляемых в раю. Другие толкователи считали, что слово сальсабиль происходит из двух слов са’ила и сабиль, то есть «попросить путь». Согласно Ибн Кутайбе, некоторые из толкователей предполагали, что водоём будет призывать: «Спросите меня на пути к ней, о Мухаммад!». Однако большинство толкователей не были согласны с такого рода интерпретацией.
Поскольку в Коране говорится о водоёме «под названием» Сальсабиль, то это привело к возможному выводу, что водоём был назван в честь его атрибута. С другой стороны, большинство грамматистов отметили, что использование двухпадежных и трёхпадежных существительных встречалось в древней арабской поэзии, и, таким образом, присутствие этого явления в Коране не было проблематичным. Другие филологи, в том числе аз-Заджжадж считали, что танвин требовался для рифмы.

## В архитектуре
В исламской средневековой архитектуре - система охлаждения интерьеров водой, названная в честь мифического водоема. Поверх мраморной плиты, вставленной в стену с наклоном , медленно, тонким слоем вода стекает в декоративные канавки и, испаряясь, охлаждает помещение.